# Attigny (Vosgi)
Attigny è un comune francese di 264 abitanti situato nel dipartimento dei Vosgi nella regione del Grand Est.

## Società

### Evoluzione demografica
Abitanti censiti